# Божиневац
Божиневац (на сръбски: Божињевац или Božinjevac) е село в община Буяновац, Пчински окръг, Сърбия.

## История
В края на XIX век Божиневац е село в Прешевска кааза на Османската империя. Според статистиката на Васил Кънчов („Македония. Етнография и статистика“) от 1900 година Божкевци, което може и да е Богдановац, е населявано от 170 жители българи християни. Според патриаршеския митрополит Фирмилиан в 1902 година в Божиневац има 15 сръбски патриаршистки къщи. По данни на секретаря на Българската екзархия Димитър Мишев („La Macédoine et sa Population Chrétienne“) в 1905 година в Божинарци (Bojinartzi) има 160 българи патриаршисти гъркомани.
На 10 октомври 1999 година епископ Пахомий Врански освещава основите на църквата „Вси Сръбски Светии“. Архитект на храма е Любица Бошнаков от Белград.

## Население
- 1948- 126
- 1953- 144
- 1961- 199
- 1971- 339
- 1981- 308
- 1991- 322
- 2002- 376

Етническият състав на населението според преброяването от 2002 година е:
- 368 (97,87%)- сърби
- 4 (1,06%)- българи
- 2 (0,53%)- албанци
- 1 (0,26%)- македонци
- 1 (0,26%)- хървати